# 拉瓦基岛

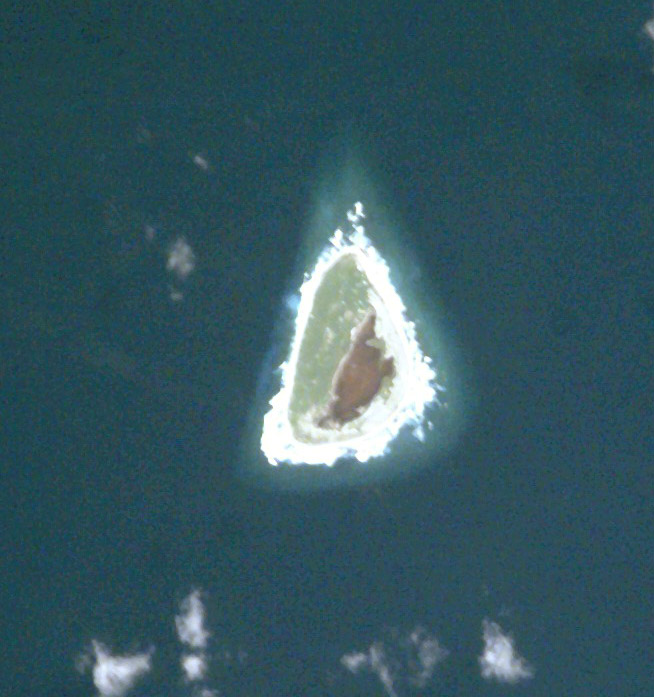

拉瓦基岛（英語：Rawaki Island），又名菲尼克斯岛（英語：Phoenix Island），是太平洋島國基里巴斯的環礁，屬於鳳凰群島的一部分，位於伯尼島以東90公里，長1.2公里、寬0.8公里，面積0.65平方公里，最高點海拔高度5.5米。

## 外部連結
- Oceandots page with satellite photo

3°43′15″S 170°42′45″W / 3.72083°S 170.71250°W